# Landingsgestel

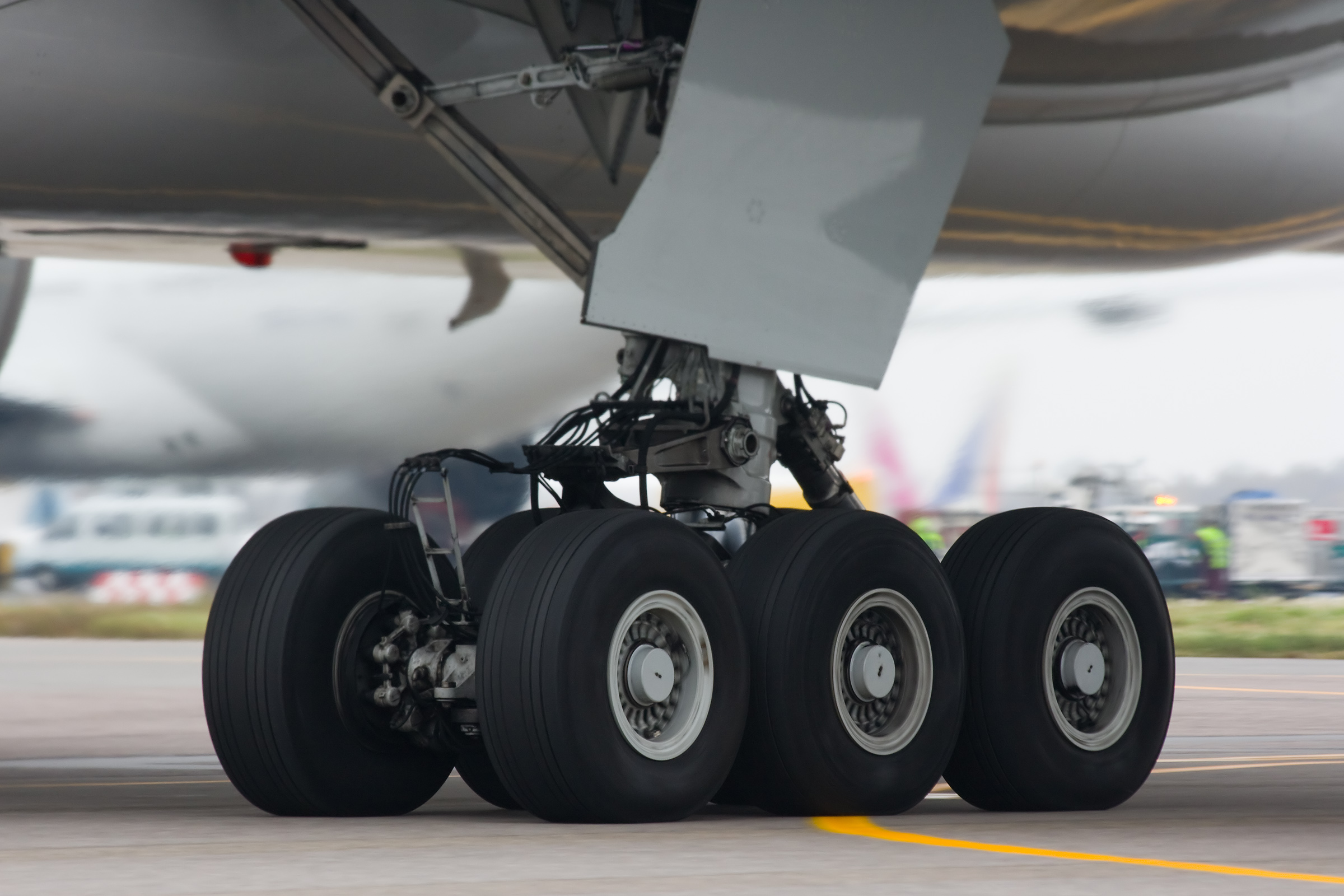
Deel van het hoofdlandingsgestel van een Boeing 777-300

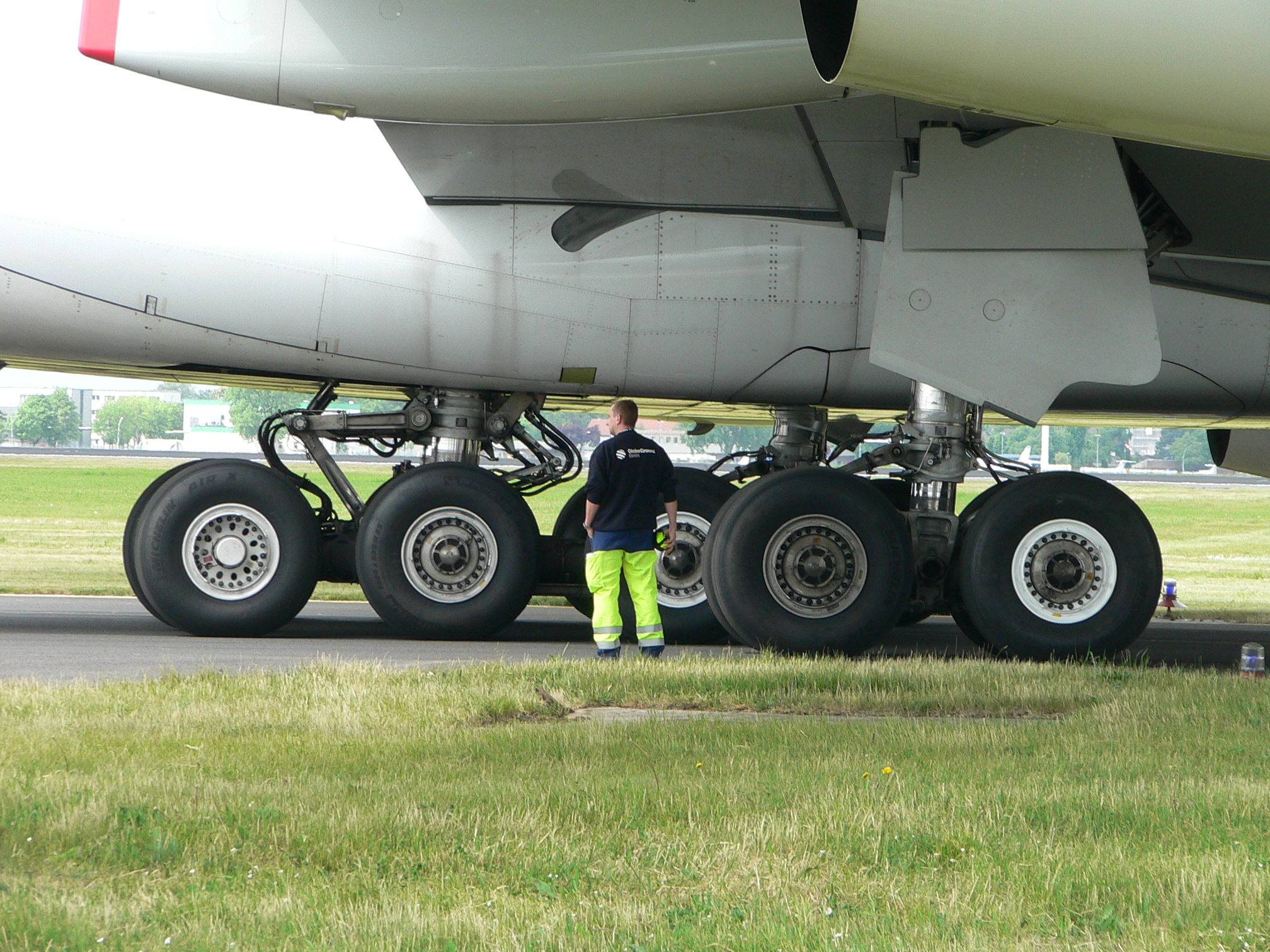
Deel van het landingsgestel van een Airbus A380

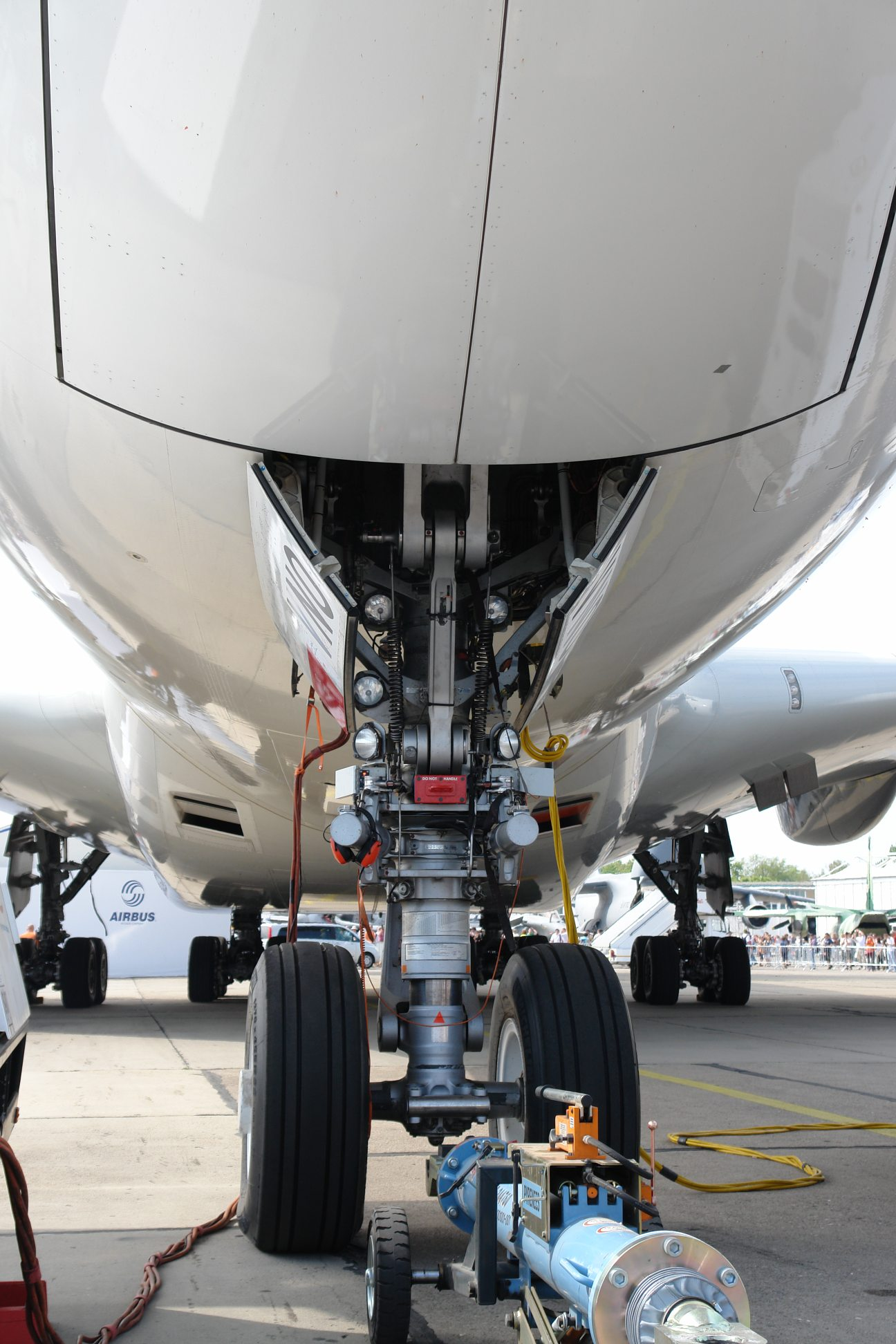
Neuswiel van een Airbus A380

Het landingsgestel of onderstel is dat deel van een vliegtuig dat het toestel ondersteunt als het niet in de lucht is. Het bestaat meestal uit wielen, remmen, plus een systeem om schokken op te vangen, maar ook ski's (voor sneeuw) komen voor, evenals een schaats bij oudere zweefvliegtuigen en drijvers (voor water). Om de luchtweerstand te verminderen wordt het landingsgestel doorgaans ingetrokken tot achter luiken in de romp die vervolgens worden gesloten. Reeds in 1876, lang voordat er vliegtuigen bestonden, kwamen  de Fransen Alphonse Penaud en Paul Gauchot met het idee van een intrekbaar onderstel.
Eigenlijk is landingsgestel een verkeerde benaming. Het landingsgestel wordt namelijk ook gebruikt om te starten, om te taxiën, en zelfs wanneer het toestel stil staat. Om die reden bepleiten sommigen het gebruik van het begrip onderstel.

## Functies
Een landingsgestel ondersteunt niet alleen het vliegtuig maar heeft meestal ook andere functies:
Bij de landing dient de kinetische energie van het vallende vliegtuig door het hoofdonderstel opgevangen te worden. Dit gebeurt door middel van vering en demping. In de meeste grote vliegtuigen worden hiervoor oleo-pneumatische systemen gebruikt. Hierbij zorgt een gas voor de vering. De demping wordt veroorzaakt doordat olie door een zeer kleine opening wordt gedrukt waarbij de bewegingsenergie omgezet wordt in warmte.
Nadat het toestel op een baan is geland dient het vliegtuig tot stilstand gebracht te worden. De belangrijkste manier waarop dit bereikt wordt zijn de remmen op de wielen. Vrijwel alle grote vliegtuigen zijn met (keramische) schijfremmen uitgerust daar deze het makkelijkst te koelen zijn.
Ten slotte zorgt het volledige onderstel dat het toestel ook op de grond bestuurbaar is. Bij grote toestellen wordt dit gedaan door een draaibaar neuswiel, eventueel in combinatie met een draaibaar hoofdonderstel. De besturing (van het neuswiel of staartwiel) is gekoppeld aan het richtingsroer en de piloot stuurt dus met zijn voeten. Voor grotere uitslagen van het neuswiel wordt bij de grotere passagiersvliegtuigen gebruikgemaakt van een hendel aangeduid met de Engelse naam "tiller". Bij sommige kleine vliegtuigen en vliegtuigen die geen neuswiel maar een staartwiel hebben, wordt ook wel gebruikgemaakt van apart bedienbare remmen op de beide hoofdwielen. Hoewel dit systeem moeilijker te besturen is, is het onderstel veel eenvoudiger in samenstelling.

## Types
Landingsgestellen met wielen zijn er in verschillende types. 
Een duidelijk onderscheid is er tussen een onderstel met staartwiel en een onderstel met neuswiel.

### Staartwiel
Bij de staartwielconfiguratie heeft het vliegtuig twee wielen onder de vleugel, en een enkel wiel achter. 
Het zwaartepunt van het vliegtuig bevindt zich achter de hoofdwielen. 
Het staartwiel is bestuurbaar (met de roerpedalen of als een zwenkwiel vrijdraaiend).
Het nadeel hiervan is dat het toestel op de grond met de neus omhoog staat, hierdoor heeft de piloot geen goed uitzicht naar voren, en moet hij bij het taxiën van links naar rechts sturen om iets te kunnen zien voor het vliegtuig.

### Neuswiel
Het driepuntsonderstel (tricycle undercarriage) heeft twee wielen onder de vleugel, en één wiel onder de neus.
Het zwaartepunt van het vliegtuig bevindt zich vóór de hoofdwielen. 
Bij dit type landingsgestel is het opstijgen en landen gemakkelijker dan bij het staartwielconfiguratie, en daarom wordt deze configuratie het meest toegepast. Een nadeel van dit type is dat het mogelijk is dat het vliegtuig bij de start of de landing met de staart de grond raakt, in het Engels tailstrike genoemd. Soms wordt een klein staartwiel of een schaats toegevoegd om dit te voorkomen (de Concorde was met een intrekbaar staartwiel uitgerust). Een andere nadeel van een neuswiel is de kans op neuswielshimmy. 
Hoewel de gevaren bij een te grote neuslast (een moment voorover) bij een neuswielconfiguratie veel kleiner zijn, bestaat er bij lichte vliegtuigen wel een risico op wheelbarrowing.

### Zweefvliegtuig
Een zweefvliegtuig heeft meestal één enkel wiel, midden onder de romp.
Oudere zweefvliegtuigen hebben geen wiel maar een schaats.
Een zweefvliegtuig kan daardoor niet horizontaal op de grond staan en moet dan ook tijdens de eerste meters van de start door een "tiploper" horizontaal worden gehouden.

### Meer wielen
Naarmate vliegtuigen groter worden zijn meer wielen nodig, en worden wielstellen toegepast. 
Het principe blijft echter gelijk, een dergelijk onderstel geldt ook als een driepuntsonderstel.
In verband met het hoge startgewicht heeft de Airbus A340-500 een extra vierwielig landingsgestel midden onder de romp. De Boeing 747 heeft vijf wielstellen, met in totaal 18 wielen: één wielstel (met twee wielen) onder de neus, twee wielstellen onder de romp met elk vier wielen, en per vleugel één wielstel met elk vier wielen. De wielstellen onder de romp kunnen meesturen, op dezelfde manier als vierwielbesturing bij een auto.
De Antonov 225 heeft het grootste landingsgestel: in totaal 32 wielen.

### Afwerpbare wielen
Sommige militaire vliegtuigen gebruiken de wielen alleen om te starten en werpen ze vervolgens af. Zo hebben ze wel de lage luchtweerstand van een gestroomlijnde romp, maar zonder de complexiteit, het gewicht, en de benodigde ruimte voor een intrekbaar landingsgestel. In dit geval wordt geland op een soort schaatsen. Voorbeelden hiervan zijn de Messerschmitt Me 163 en de Messerschmitt Me 321.

### Bijzondere wielopstellingen

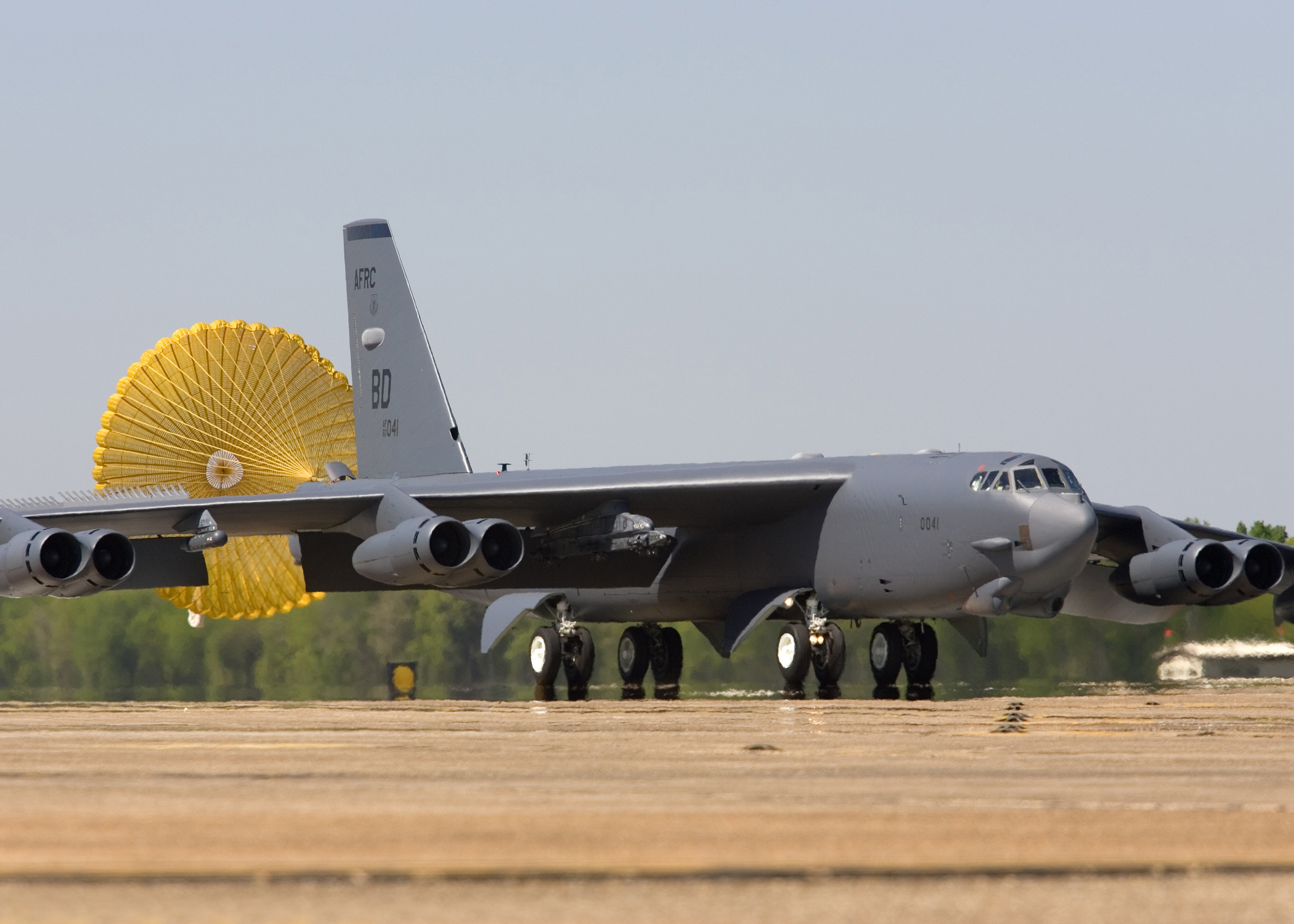
B-52 tijdens de landing met het ongebruikelijke landingsgestel en remparachute

Voorbeelden van minder gebruikelijke wielopstellingen zijn de Hawker Harrier en de B-52 Stratofortress. De Harrier heeft twee hoofdwielen onder de romp die achter elkaar staan, plus onder elke vleugel een kleiner wiel. Bij de eerste generatie Harriers zaten die wielen onder het uiteinde van de vleugel, maar later werden ze meer naar binnen verplaatst. De B-52 gebruikt een vergelijkbaar systeem, maar dan met acht wielen achter elkaar onder de romp. Bij de B-52 zijn deze wielen alle acht bestuurbaar, wat het mogelijk maakt om ze precies parallel aan de hartlijn van de landingsbaan te draaien, onafhankelijk van de feitelijke positie van het toestel. Dit maakt het landen met dwarswind gemakkelijker; de techniek wordt krablanding genoemd.

### Watervliegtuig

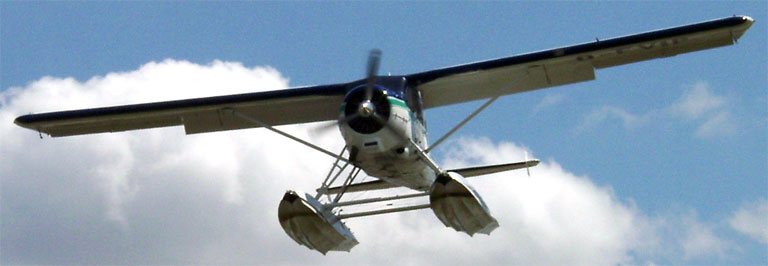
Watervliegtuig met drijvers als landingsgestel

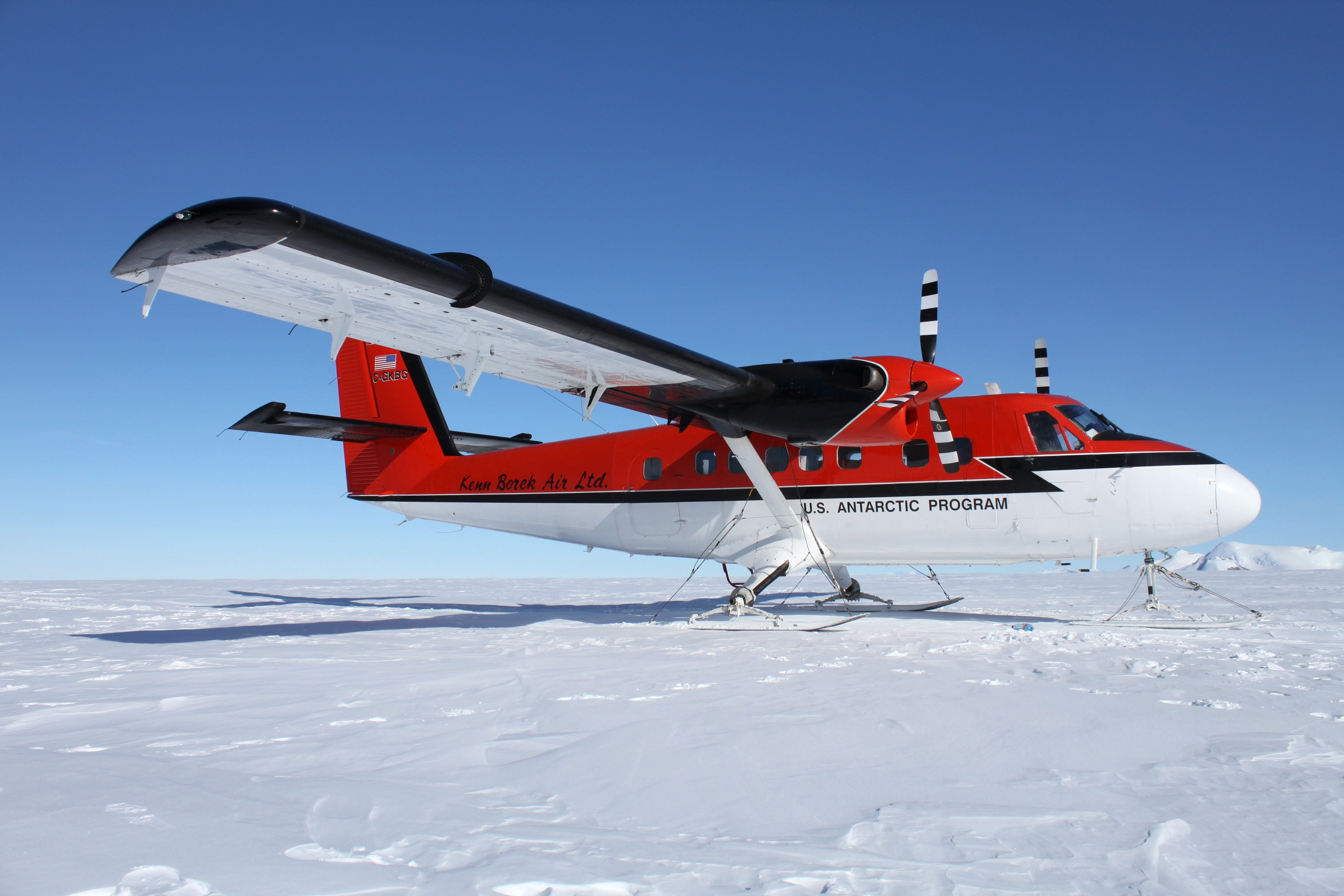
Twin Otter met ski's als landingsgestel

Een watervliegtuig heeft als landingsgestel twee drijvers. Aan de achterzijde van de drijver is een klein roer aangebracht om het vliegtuig te kunnen besturen in het water. Sommige watervliegtuigen zijn voorzien van drijvers met inklapbaar landingsgestel, zo'n toestel is daarmee geschikt om zowel op land als in het water te landen.